# Saison 2023-2024 du Real Madrid
Maillots
Dernière mise à jour : 1er juin 2024.
Chronologie
Saison précédente Saison suivante
La saison 2023-2024 du Real Madrid est la 120e saison professionnelle du club et la 93e en première division espagnole. L'équipe madrilène participe également cette saison à la Coupe du Roi, à la Super Coupe d'Espagne et à la Ligue des champions de l'UEFA.
Cette saison fait suite à la saison 2022-2023 qui a vu le Real Madrid remporter la Supercoupe de l'UEFA, la Coupe du monde des clubs et la Coupe du Roi.
Cette saison est la première depuis 2008-2009 sans Karim Benzema, qui a quitté le club cet été, la première depuis 2015-2016 sans Marco Asensio.
Lors de cette saison, le Real Madrid remporte la Supercoupe d'Espagne, la Liga et la Ligue des champions.

## Transferts et prêts

### Mercato estival
Le 3 juin 2023, juste avant la fin de saison 2022-23, le club annonce le départ de Marco Asensio après sept saisons passées au club,,. Avec le Real Madrid, il aura marqué 61 buts pour un total de 286 matchs disputés et remporté un total de 17 titres.
Le 3 juin 2023, le Real Madrid annonce le départ d'Eden Hazard et de Mariano,,. à l'issue de la saison,,.
Le 4 juin, Madrid annonce le départ du capitaine de l'équipe, Karim Benzema, après quatorze ans de service ; il a remporté vingt-cinq titres avec le Real Madrid, autant que le plus titré du club Marcelo.
Le 9 juin 2023, le Real Madrid a annoncé la re-signature de Fran García jusqu'en juin 2027, après avoir déclenché la clause de rachat moyennant des frais de 5 millions d'euros.
Le 10 juin 2023, le Real Madrid a annoncé le retour de prêt de Brahim Díaz de l'AC Milan après avoir passé trois saisons avec les Rossoneri. À son retour, Brahim a accepté de prolonger son contrat avec le club jusqu'au 30 juin 2027. Cette décision constitue une stratégie de remplacement pour le sortant Marco Asensio.
Le 14 juin, c’est au tour de l'Anglais Jude Bellingham de rejoindre le Real Madrid, il restera lié au club jusqu’en juin 2029. Le club versera la somme de 103 millions d’euros au Borussia Dortmund, son ancien club .
Le 19 juin, le Real et le R.C.D. Espanyol de Barcelone ont trouvé un accord pour le prêt du joueur Joselu, qui reste lié au club durant la prochaine saison, avec une option d'achat à la fin de cette saison.
Le 21 juin, Toni Kroos renouvèle son contrat avec le Real Madrid jusqu'en 2024.
Le 22 juin, Nacho renouvèle son contrat avec le Real Madrid jusqu'en 2024 et est nommé capitaine du club.
Le 23 juin, Dani Ceballos renouvèle son contrat avec le Real Madrid jusqu'en 2027.
Le 26 juin, Luka Modric renouvèle son contrat avec le Real Madrid jusqu'en 2024.
Le 6 juillet, le Real Madrid annonce la signature du jeune milieu de terrain turc du Fenerbahçe, Arda Güler pour 20 millions d'euros.
| Arrivées          |                        |     |                   |                   |              |           |                      |
| Joueur            | Pays                   | Âge | Poste             | Type de transfert | Durée        | Indemnité | Provenance           |
| Jude Bellingham   | Angleterre             | 20  | Milieu de terrain | Transfert         | 6 ans (2029) | 103M €    | Borussia Dortmund    |
| Arda Güler        | Turquie                | 18  | Milieu de terrain | Transfert         | 6 ans (2029) | 20M €     | Fenerbahçe SK        |
| Fran García       | Espagne                | 24  | Défenseur         | Transfert         | 4 ans (2027) | 5M €      | Rayo Vallecano       |
| Kepa Arrizabalaga | Espagne                | 28  | Gardien de but    | Prêt              | 1 ans (2024) | 1M €      | Chelsea FC           |
| Joselu            | Espagne                | 33  | Attaquant         | Prêt              | 1 ans (2024) | 500K €    | RCD Espanyol         |
| Brahim Díaz       | Maroc                  | 24  | Milieu de terrain | Retour de prêt    | 4 ans (2027) | Gratuit   | AC Milan             |
| Antonio Blanco    | Espagne                | 23  | Milieu de terrain | Retour de prêt    | -            | Gratuit   | Deportivo Alavés     |
| Rafa Marín        | Espagne                | 21  | Défenseur         | Promotion         | -            | Gratuit   | Real Madrid Castilla |
| Nico Paz          | Argentine              | 19  | Milieu de terrain | Promotion         | -            | Gratuit   | Real Madrid Castilla |
| Départs           |                        |     |                   |                   |              |           |                      |
| Joueur            | Pays                   | Âge | Poste             | Type de transfert | Durée        | Indemnité | Destination          |
| Antonio Blanco    | Espagne                | 23  | Milieu de terrain | Transfert         | 4 ans (2027) | 4M €      | Deportivo Alavés     |
| Álvaro Odriozola  | Espagne                | 27  | Défenseur         | Transfert         | 6 ans (2029) | 3M €      | Real Sociedad        |
| Karim Benzema     | France                 | 35  | Attaquant         | Fin de contrat    | 3 ans (2026) | Gratuit   | Al-Ittihad           |
| Marco Asensio     | Espagne                | 27  | Attaquant         | Fin de contrat    | 3 ans (2026) | Gratuit   | Paris Saint-Germain  |
| Mariano Díaz      | République dominicaine | 30  | Attaquant         | Fin de contrat    | 2 ans (2025) | Gratuit   | Séville FC           |
| Jesús Vallejo     | Espagne                | 26  | Défenseur         | Prêt              | 1 ans (2024) | Gratuit   | Grenade CF           |
| Reinier           | Brésil                 | 21  | Milieu de terrain | Prêt              | 1 ans (2024) | Gratuit   | Frosinone Calcio     |
| Rafa Marín        | Espagne                | 21  | Défenseur         | Prêt              | 1 ans (2024) | Gratuit   | Deportivo Alavés     |
| Eden Hazard       | Belgique               | 32  | Milieu de terrain | Libéré            | -            | Gratuit   | Retraite             |

## Effectif professionnel
Le tableau suivant recense les joueurs en prêts pour la saison 2023-2024.
| Joueurs prêtés |    |                      |               |                     |                  |                  |  |
| \| N° \| P. \| Nat. \| Nom \| Date de naissance \| Sélection \| Club en prêt \| \| \| 5 \| D \| \| Jesús Vallejo \| 05/01/1997 (28 ans) \| Espagne \| Grenade CF \| \| \| 12 \| M \| \| Reinier \| 19/01/2002 (23 ans) \| Brésil olympique \| Frosinone Calcio \| \| |    |                      |               |                     |                  |                  |  |
| N° | P. | Nat.                 | Nom           | Date de naissance   | Sélection        | Club en prêt     |  |
| 5 | D  | Drapeau de l'Espagne | Jesús Vallejo | 05/01/1997 (28 ans) | Espagne          | Grenade CF       |  |
| 12 | M  | Drapeau du Brésil    | Reinier       | 19/01/2002 (23 ans) | Brésil olympique | Frosinone Calcio |  |

| N° | P. | Nat.                 | Nom           | Date de naissance   | Sélection        | Club en prêt     |  |
| 5  | D  | Drapeau de l'Espagne | Jesús Vallejo | 05/01/1997 (28 ans) | Espagne          | Grenade CF       |  |
| 12 | M  | Drapeau du Brésil    | Reinier       | 19/01/2002 (23 ans) | Brésil olympique | Frosinone Calcio |  |

## Les rencontres de la saison

### Calendrier
Le tableau suivant récapitule le calendrier prévisionnel du Real Madrid pour la saison 2023-2024.

### Soccer Champions Tour
Le 19 juillet, l'équipe première et son staff technique se sont rendus à Los Angeles pour participer au Soccer Champions Tour. C'est la vingt deuxième fois que le club se rend aux États-Unis.
| 24 juillet 2022 | Real Madrid                     | 3 - 2   | AC Milan                | | |
| 04h10 CEST      | Valverde 57e 59e · Vinícius 84e | (0 - 2) | 25e Tomori · 42e Romero | Rose Bowl Stadium, Pasadena Spectateurs : 70 814 Diffuseur : Espace TV du site L'Équipe. Arbitrage : Timothy Ford | Rose Bowl Stadium, Pasadena Spectateurs : 70 814 Diffuseur : Espace TV du site L'Équipe. Arbitrage : Timothy Ford |
| 04h10 CEST      | Rapport                         |         |                         | Rose Bowl Stadium, Pasadena Spectateurs : 70 814 Diffuseur : Espace TV du site L'Équipe. Arbitrage : Timothy Ford | Rose Bowl Stadium, Pasadena Spectateurs : 70 814 Diffuseur : Espace TV du site L'Équipe. Arbitrage : Timothy Ford |

| 27 juillet 2022 | Real Madrid                | 2 - 0   | Manchester United | | |
| 02h30 CEST      | Bellingham 6e · Joselu 89e | (1 - 0) |                   | NRG Stadium, Houston Spectateurs : 67 801 Diffuseur : Espace TV du site L'Équipe. Arbitrage : Lukasz Szpala | NRG Stadium, Houston Spectateurs : 67 801 Diffuseur : Espace TV du site L'Équipe. Arbitrage : Lukasz Szpala |
| 02h30 CEST      | Rapport                    |         |                   | NRG Stadium, Houston Spectateurs : 67 801 Diffuseur : Espace TV du site L'Équipe. Arbitrage : Lukasz Szpala | NRG Stadium, Houston Spectateurs : 67 801 Diffuseur : Espace TV du site L'Équipe. Arbitrage : Lukasz Szpala |

| 29 juillet 2023 | FC Barcelone                           | 3 - 0   | Real Madrid | | |
| 23h00 CEST      | Dembélé 15e · López 85e · Torres 90+1e | (1 - 0) |             | AT&T Stadium, Arlington Spectateurs : 82 026 Diffuseur : Espace TV du site L'Équipe. Arbitrage : Allen Chapman | AT&T Stadium, Arlington Spectateurs : 82 026 Diffuseur : Espace TV du site L'Équipe. Arbitrage : Allen Chapman |
| 23h00 CEST      | Rapport                                |         |             | AT&T Stadium, Arlington Spectateurs : 82 026 Diffuseur : Espace TV du site L'Équipe. Arbitrage : Allen Chapman | AT&T Stadium, Arlington Spectateurs : 82 026 Diffuseur : Espace TV du site L'Équipe. Arbitrage : Allen Chapman |

| 3 août 2023 | Juventus                             | 3 - 1   | Real Madrid  | | |
| 01h30 CEST  | Kean 1re · Weah 20e · Vlahovic 90+5e | (2 - 1) | 38e Vinícius | Camping World Stadium, Orlando Spectateurs : 63 503 Diffuseur : Espace TV du site L'Équipe. Arbitrage : Ismail Elfath | Camping World Stadium, Orlando Spectateurs : 63 503 Diffuseur : Espace TV du site L'Équipe. Arbitrage : Ismail Elfath |
| 01h30 CEST  | Rapport                              |         |              | Camping World Stadium, Orlando Spectateurs : 63 503 Diffuseur : Espace TV du site L'Équipe. Arbitrage : Ismail Elfath | Camping World Stadium, Orlando Spectateurs : 63 503 Diffuseur : Espace TV du site L'Équipe. Arbitrage : Ismail Elfath |

### Supercoupe d'Espagne
| Demi-finales              | Real Madrid                                                                                               | 5 - 3 ap              | Atlético Madrid                                                                    |                                                                                                  |                                                                                                  |
| 10 janvier 2024 20h00 CET | (Modrić ) Rüdiger 20e · (Carvajal ) Mendy 29e · Carvajal 85e · Savić 116e (csc) · (Joselu ) Brahim 120+2e | (2 - 2, 3 - 3, 3 - 3) | 6e Hermoso ( Griezmann) · 37e Griezmann ( De Paul) · 78e (csc) Rüdiger ( Riquelme) | Al-Awwal Park, Riyad Spectateurs : 25 000 Diffuseur : L'Équipe Arbitrage : Javier Alberola Rojas | Al-Awwal Park, Riyad Spectateurs : 25 000 Diffuseur : L'Équipe Arbitrage : Javier Alberola Rojas |
| 10 janvier 2024 20h00 CET | Brahim 120+2e                                                                                             | Rapport               |                                                                                    | Al-Awwal Park, Riyad Spectateurs : 25 000 Diffuseur : L'Équipe Arbitrage : Javier Alberola Rojas | Al-Awwal Park, Riyad Spectateurs : 25 000 Diffuseur : L'Équipe Arbitrage : Javier Alberola Rojas |

| Finale                    | Real Madrid                                                                             | 4 − 1   | FC Barcelone                        |                                                                                                  |                                                                                                  |
| 14 janvier 2024 20h00 CET | (Bellingham ) Vinícius 7e · (Rodrygo ) Vinícius 10e · Vinícius 39e (pen.) · Rodrygo 64e | (3 - 1) | 33e Robert Lewandowski              | Al-Awwal Park, Riyad Spectateurs : 23 977 Diffuseur : L'Équipe Arbitrage : Juan Martínez Munuera | Al-Awwal Park, Riyad Spectateurs : 23 977 Diffuseur : L'Équipe Arbitrage : Juan Martínez Munuera |
| 14 janvier 2024 20h00 CET | Bellingham 43e · Rüdiger 62e                                                            | Rapport | 37e, 71e Araújo · 40e Sergi Roberto | Al-Awwal Park, Riyad Spectateurs : 23 977 Diffuseur : L'Équipe Arbitrage : Juan Martínez Munuera | Al-Awwal Park, Riyad Spectateurs : 23 977 Diffuseur : L'Équipe Arbitrage : Juan Martínez Munuera |

Le 14 janvier 2024 le Real Madrid remporte la Supercoupe d'Espagne contre le FC Barcelone.
| Supercoupe d'Espagne Champion 2024 |
| ---------------------------------- |
| Real Madrid 13e Titre              |

### Coupe du Roi
| Seizième de finale       | Arandina CF                            | 1 - 3   | Real Madrid                                              | | |
| 6 janvier 2024 21h30 CET | Nacho 90+3e (csc)                      | (0 - 0) | 53e (pen.) Joselu · 55e Brahim · 90+1e Rodrygo ( Brahim) | Juan Carlos Higuero, Aranda de Duero Spectateurs : 10 000 Diffuseur : L'Équipe Arbitrage : Víctor García Verdura | Juan Carlos Higuero, Aranda de Duero Spectateurs : 10 000 Diffuseur : L'Équipe Arbitrage : Víctor García Verdura |
| 6 janvier 2024 21h30 CET | Pesca 52e · Cabral 76e · Rodríguez 82e | Rapport |                                                          | Juan Carlos Higuero, Aranda de Duero Spectateurs : 10 000 Diffuseur : L'Équipe Arbitrage : Víctor García Verdura | Juan Carlos Higuero, Aranda de Duero Spectateurs : 10 000 Diffuseur : L'Équipe Arbitrage : Víctor García Verdura |

| Huitième de finale        | Atlético Madrid                                                                  | 4 - 2 ap              | Real Madrid                                                                                |                                                                                           |                                                                                           |
| 18 janvier 2024 21h30 CET | Lino 39e · Morata 57e · Griezmann 100e · (Depay ) Riquelme 119e                  | (1 - 1, 2 - 2, 3 - 2) | 45+1e (csc) Oblak ( Modrić) · 82e Joselu ( Bellingham)                                     | Cívitas Metropolitano, Madrid Spectateurs : 67 623 Arbitrage : Guillermo Cuadra Fernández | Cívitas Metropolitano, Madrid Spectateurs : 67 623 Arbitrage : Guillermo Cuadra Fernández |
| 18 janvier 2024 21h30 CET | Morata 58e · Hermoso 68e · De Paul 78e · Koke 80e · Griezmann 101e · Witsel 113e | Rapport               | 45e Vinícius · 56e Camavinga · 68e Brahim · 85e Tchouaméni · 87e Bellingham · 89e Carvajal | Cívitas Metropolitano, Madrid Spectateurs : 67 623 Arbitrage : Guillermo Cuadra Fernández | Cívitas Metropolitano, Madrid Spectateurs : 67 623 Arbitrage : Guillermo Cuadra Fernández |

Le 18 janvier 2024 le Real Madrid est éliminé de la Coupe du Roi contre l'Atlético Madrid.

### Championnat
| 1re journée             | Athletic Bilbao                           | 0 - 2   | Real Madrid                                       | | |
| 12 août 2023 21h30 CEST |                                           | (0 - 2) | 28e Rodrygo ( Carvajal) · 36e Bellingham ( Alaba) | Estadio San Mamés, Bilbao Spectateurs : 48 927 Diffuseur : BeIN Sports 2 Arbitrage : Jesús Gil Manzano | Estadio San Mamés, Bilbao Spectateurs : 48 927 Diffuseur : BeIN Sports 2 Arbitrage : Jesús Gil Manzano |
| 12 août 2023 21h30 CEST | Muniain 4e · Vivian 67e · I. Williams 87e | Rapport | 76e Alaba                                         | Estadio San Mamés, Bilbao Spectateurs : 48 927 Diffuseur : BeIN Sports 2 Arbitrage : Jesús Gil Manzano | Estadio San Mamés, Bilbao Spectateurs : 48 927 Diffuseur : BeIN Sports 2 Arbitrage : Jesús Gil Manzano |

| 2e journée              | UD Almería              | 1 - 3   | Real Madrid                                                           | | |
| 19 août 2023 19h30 CEST | (Robertone ) Arribas 3e | (1 - 1) | 19e Bellingham · 60e Bellingham ( Kroos) · 73e Vinícius ( Bellingham) | Power Horse Stadium, Almería Spectateurs : 17 561 Diffuseur : BeIN Sports 2 Arbitrage : José María Sánchez Martínez | Power Horse Stadium, Almería Spectateurs : 17 561 Diffuseur : BeIN Sports 2 Arbitrage : José María Sánchez Martínez |
| 19 août 2023 19h30 CEST | Chumi 59e               | Rapport |                                                                       | Power Horse Stadium, Almería Spectateurs : 17 561 Diffuseur : BeIN Sports 2 Arbitrage : José María Sánchez Martínez | Power Horse Stadium, Almería Spectateurs : 17 561 Diffuseur : BeIN Sports 2 Arbitrage : José María Sánchez Martínez |

| 3e journée              | Celta Vigo              | 0 - 1   | Real Madrid                             | | |
| 25 août 2023 21h30 CEST |                         | (0 - 0) | 81e Bellingham ( Joselu)                | Stade Balaídos, Vigo Spectateurs : 23 057 Diffuseur : BeIN Sports 1 Arbitrage : Isidro Díaz de Mera Escuderos | Stade Balaídos, Vigo Spectateurs : 23 057 Diffuseur : BeIN Sports 1 Arbitrage : Isidro Díaz de Mera Escuderos |
| 25 août 2023 21h30 CEST | Aspas 67e · Tapia 90+4e | Rapport | 71e Kroos · 90+3e Rüdiger · 90+6e Nacho | Stade Balaídos, Vigo Spectateurs : 23 057 Diffuseur : BeIN Sports 1 Arbitrage : Isidro Díaz de Mera Escuderos | Stade Balaídos, Vigo Spectateurs : 23 057 Diffuseur : BeIN Sports 1 Arbitrage : Isidro Díaz de Mera Escuderos |

| 4e journée                  | Real Madrid                   | 2 - 1   | Getafe CF                                                                        | | |
| 2 septembre 2023 16h15 CEST | Joselu 47e · Bellingham 90+5e | (0 - 1) | 11e Mayoral                                                                      | Stade Santiago-Bernabéu, Madrid Spectateurs : 66 747 Diffuseur : BeIN Sports 2 Arbitrage : Mario Melero López | Stade Santiago-Bernabéu, Madrid Spectateurs : 66 747 Diffuseur : BeIN Sports 2 Arbitrage : Mario Melero López |
| 2 septembre 2023 16h15 CEST | Rüdiger 45+3e · Kroos 51e     | Rapport | 7e Latasa · 68e Soria · 81e Iglesias · 83e Álvarez · 87e Mayoral · 90+4e Carmona | Stade Santiago-Bernabéu, Madrid Spectateurs : 66 747 Diffuseur : BeIN Sports 2 Arbitrage : Mario Melero López | Stade Santiago-Bernabéu, Madrid Spectateurs : 66 747 Diffuseur : BeIN Sports 2 Arbitrage : Mario Melero López |

| 5e journée                   | Real Madrid                                   | 2 - 1   | Real Sociedad           | | |
| 17 septembre 2023 21h00 CEST | (García ) Valverde 46e · (García ) Joselu 60e | (0 - 1) | 5e Barrenetxea          | Stade Santiago-Bernabéu, Madrid Spectateurs : 70 092 Diffuseur : BeIN Sports 2 Arbitrage : César Soto Grado | Stade Santiago-Bernabéu, Madrid Spectateurs : 70 092 Diffuseur : BeIN Sports 2 Arbitrage : César Soto Grado |
| 17 septembre 2023 21h00 CEST | Tchouaméni 33e · García 71e · Alaba 90+4e     | Rapport | 68e Merino · 77e Traoré | Stade Santiago-Bernabéu, Madrid Spectateurs : 70 092 Diffuseur : BeIN Sports 2 Arbitrage : César Soto Grado | Stade Santiago-Bernabéu, Madrid Spectateurs : 70 092 Diffuseur : BeIN Sports 2 Arbitrage : César Soto Grado |

| 6e journée                   | Atlético Madrid                                                | 3 - 1   | Real Madrid                               | | |
| 24 septembre 2023 21h00 CEST | (Lino ) Morata 4e · (Saúl ) Griezmann 18e · (Saúl ) Morata 46e | (2 - 1) | 35e Kroos                                 | Cívitas Metropolitano, Madrid Spectateurs : 69 082 Diffuseur : BeIN Sports 1 Arbitrage : Javier Alberola Rojas | Cívitas Metropolitano, Madrid Spectateurs : 69 082 Diffuseur : BeIN Sports 1 Arbitrage : Javier Alberola Rojas |
| 24 septembre 2023 21h00 CEST | Giménez 45+1e                                                  | Rapport | 45e Modric · 67e Mendy · 90+5e Bellingham | Cívitas Metropolitano, Madrid Spectateurs : 69 082 Diffuseur : BeIN Sports 1 Arbitrage : Javier Alberola Rojas | Cívitas Metropolitano, Madrid Spectateurs : 69 082 Diffuseur : BeIN Sports 1 Arbitrage : Javier Alberola Rojas |

| 7e journée                   | Real Madrid                                   | 2 - 0   | UD Las Palmas | | |
| 27 septembre 2023 19h00 CEST | (Lucas ) Brahim 45+3e · (Rodrygo ) Joselu 54e | (1 - 0) |               | Stade Santiago-Bernabéu, Madrid Spectateurs : 65 017 Diffuseur : BeIN Sports 1 Arbitrage : José Luis Munuera Montero | Stade Santiago-Bernabéu, Madrid Spectateurs : 65 017 Diffuseur : BeIN Sports 1 Arbitrage : José Luis Munuera Montero |
| 27 septembre 2023 19h00 CEST |                                               | Rapport | 79e Coco      | Stade Santiago-Bernabéu, Madrid Spectateurs : 65 017 Diffuseur : BeIN Sports 1 Arbitrage : José Luis Munuera Montero | Stade Santiago-Bernabéu, Madrid Spectateurs : 65 017 Diffuseur : BeIN Sports 1 Arbitrage : José Luis Munuera Montero |

| 8e journée                   | Girona FC                 | 0 - 3   | Real Madrid                                                                   | | |
| 30 septembre 2023 18h30 CEST |                           | (0 - 2) | 17e Joselu ( Bellingham) · 21e Tchouaméni ( Kroos) · 71e Bellingham ( Joselu) | Stade de Montilivi, Gérone Spectateurs : 14 184 Diffuseur : BeIN Sports 2 Arbitrage : Juan Luis Pulido Santana | Stade de Montilivi, Gérone Spectateurs : 14 184 Diffuseur : BeIN Sports 2 Arbitrage : Juan Luis Pulido Santana |
| 30 septembre 2023 18h30 CEST | García 64e · Stuani 90+5e | Rapport | 84e Kepa · 90+4e Nacho · 90+5e Rüdiger                                        | Stade de Montilivi, Gérone Spectateurs : 14 184 Diffuseur : BeIN Sports 2 Arbitrage : Juan Luis Pulido Santana | Stade de Montilivi, Gérone Spectateurs : 14 184 Diffuseur : BeIN Sports 2 Arbitrage : Juan Luis Pulido Santana |

| 9e journée                | Real Madrid                                                                                                | 4 - 0   | CA Osasuna             | | |
| 7 octobre 2023 16h15 CEST | (Carvajal ) Bellingham 9e · (Valverde ) Bellingham 54e · (Valverde ) Vinícius 65e · (Vinícius ) Joselu 70e | (1 - 0) |                        | Stade Santiago-Bernabéu, Madrid Spectateurs : 70 864 Diffuseur : BeIN Sports 2 Arbitrage : Guillermo Cuadra Fernández | Stade Santiago-Bernabéu, Madrid Spectateurs : 70 864 Diffuseur : BeIN Sports 2 Arbitrage : Guillermo Cuadra Fernández |
| 7 octobre 2023 16h15 CEST | Rüdiger 40e · Tchouaméni 59e                                                                               | Rapport | 83e Barja · 83e García | Stade Santiago-Bernabéu, Madrid Spectateurs : 70 864 Diffuseur : BeIN Sports 2 Arbitrage : Guillermo Cuadra Fernández | Stade Santiago-Bernabéu, Madrid Spectateurs : 70 864 Diffuseur : BeIN Sports 2 Arbitrage : Guillermo Cuadra Fernández |

| 10e journée                | Séville FC                                                       | 1 - 1   | Real Madrid                    | | |
| 21 octobre 2023 18h30 CEST | Alaba 74e (csc)                                                  | (0 - 0) | 78e Carvajal ( Kroos)          | Stade Ramón Sánchez Pizjuán, Séville Spectateurs : 41 212 Diffuseur : BeIN Sports 1 Arbitrage : De Burgos Bengoetxea | Stade Ramón Sánchez Pizjuán, Séville Spectateurs : 41 212 Diffuseur : BeIN Sports 1 Arbitrage : De Burgos Bengoetxea |
| 21 octobre 2023 18h30 CEST | Ramos 76e · Navas 78e · Ocampos 85e · Soumaré 87e · Lamela 90+7e | Rapport | 85e Vinícius · 90+4e Camavinga | Stade Ramón Sánchez Pizjuán, Séville Spectateurs : 41 212 Diffuseur : BeIN Sports 1 Arbitrage : De Burgos Bengoetxea | Stade Ramón Sánchez Pizjuán, Séville Spectateurs : 41 212 Diffuseur : BeIN Sports 1 Arbitrage : De Burgos Bengoetxea |

| 11e journée                | FC Barcelone             | 1 - 2   | Real Madrid                                 | | |
| 28 octobre 2023 16h15 CEST | Gündoğan 6e              | (1 - 0) | 68e Bellingham · 90+2e Bellingham ( Modrić) | Stade olympique Lluís-Companys Spectateurs : 50 112 Diffuseur : BeIN Sports 1 Arbitrage : Jesús Gil Manzano | Stade olympique Lluís-Companys Spectateurs : 50 112 Diffuseur : BeIN Sports 1 Arbitrage : Jesús Gil Manzano |
| 28 octobre 2023 16h15 CEST | López 17e · Torres 45+2e | Rapport | 61e Carvajal                                | Stade olympique Lluís-Companys Spectateurs : 50 112 Diffuseur : BeIN Sports 1 Arbitrage : Jesús Gil Manzano | Stade olympique Lluís-Companys Spectateurs : 50 112 Diffuseur : BeIN Sports 1 Arbitrage : Jesús Gil Manzano |

| 12e journée               | Real Madrid                                  | 0 - 0   | Rayo Vallecano                                                               | | |
| 5 novembre 2023 21h00 CET |                                              | (0 - 0) |                                                                              | Stade Santiago-Bernabéu, Madrid Spectateurs : 70 220 Diffuseur : BeIN Sports 2 Arbitrage : Juan Martínez Munuera | Stade Santiago-Bernabéu, Madrid Spectateurs : 70 220 Diffuseur : BeIN Sports 2 Arbitrage : Juan Martínez Munuera |
| 5 novembre 2023 21h00 CET | Camavinga 63e · Vinícius 74e · Rüdiger 90+6e | Rapport | 45e Andrei · 57e Pathé Ciss · 88e Trejo · 90+1e Dimitrievski · 90+6e Lejeune | Stade Santiago-Bernabéu, Madrid Spectateurs : 70 220 Diffuseur : BeIN Sports 2 Arbitrage : Juan Martínez Munuera | Stade Santiago-Bernabéu, Madrid Spectateurs : 70 220 Diffuseur : BeIN Sports 2 Arbitrage : Juan Martínez Munuera |

| 13e journée                | Real Madrid                                                                    | 5 - 1   | Valence CF                                   | | |
| 11 novembre 2023 21h00 CET | (Kroos ) Carvajal 3e · (Rodrygo ) Vinícius 42e 49e · (García ) Rodrygo 50e 84e | (2 - 0) | 88e Hugo Duro ( González)                    | Stade Santiago-Bernabéu, Madrid Spectateurs : 72 475 Diffuseur : BeIN Sports 2 Arbitrage : José María Sánchez Martínez | Stade Santiago-Bernabéu, Madrid Spectateurs : 72 475 Diffuseur : BeIN Sports 2 Arbitrage : José María Sánchez Martínez |
| 11 novembre 2023 21h00 CET | Camavinga 62e                                                                  | Rapport | 34e Pepelu · 56e Foulquier · 67e G. Paulista | Stade Santiago-Bernabéu, Madrid Spectateurs : 72 475 Diffuseur : BeIN Sports 2 Arbitrage : José María Sánchez Martínez | Stade Santiago-Bernabéu, Madrid Spectateurs : 72 475 Diffuseur : BeIN Sports 2 Arbitrage : José María Sánchez Martínez |

| 14e journée                | Cádiz CF                                  | 0 - 3   | Real Madrid                                           | | |
| 26 novembre 2023 18h30 CET |                                           | (0 - 1) | 14e 64e Rodrygo ( Modrić) · 74e Bellingham ( Rodrygo) | Stade Nuevo Mirandilla, Cadix Spectateurs : 20 325 Diffuseur : BeIN Sports 1 Arbitrage : Guillermo Cuadra Fernández | Stade Nuevo Mirandilla, Cadix Spectateurs : 20 325 Diffuseur : BeIN Sports 1 Arbitrage : Guillermo Cuadra Fernández |
| 26 novembre 2023 18h30 CET | Alejo 67e · Álex 70e · Javi Hernández 71e | Rapport | 3e Valverde · 32e Mendy · 84e Rüdiger                 | Stade Nuevo Mirandilla, Cadix Spectateurs : 20 325 Diffuseur : BeIN Sports 1 Arbitrage : Guillermo Cuadra Fernández | Stade Nuevo Mirandilla, Cadix Spectateurs : 20 325 Diffuseur : BeIN Sports 1 Arbitrage : Guillermo Cuadra Fernández |

| 15e journée               | Real Madrid                       | 2 - 0   | Grenade CF | | |
| 2 décembre 2023 18h30 CET | (Kroos ) Brahim 26e · Rodrygo 57e | (1 - 0) |            | Stade Santiago-Bernabéu, Madrid Spectateurs : 70 685 Diffuseur : BeIN Sports 2 Arbitrage : Pablo González Fuertes | Stade Santiago-Bernabéu, Madrid Spectateurs : 70 685 Diffuseur : BeIN Sports 2 Arbitrage : Pablo González Fuertes |
| 2 décembre 2023 18h30 CET | Bellingham 22e · Rüdiger 24e      | Rapport | 77e Gumbau | Stade Santiago-Bernabéu, Madrid Spectateurs : 70 685 Diffuseur : BeIN Sports 2 Arbitrage : Pablo González Fuertes | Stade Santiago-Bernabéu, Madrid Spectateurs : 70 685 Diffuseur : BeIN Sports 2 Arbitrage : Pablo González Fuertes |

| 16e journée               | Betis Séville              | 1 - 1   | Real Madrid              | | |
| 9 décembre 2023 16h15 CET | (Willian José ) Ruibal 66e | (0 - 0) | 53e Bellingham ( Brahim) | Stade Benito-Villamarín, Séville Spectateurs : 52 756 Diffuseur : BeIN Sports 2 Arbitrage : César Soto Grado | Stade Benito-Villamarín, Séville Spectateurs : 52 756 Diffuseur : BeIN Sports 2 Arbitrage : César Soto Grado |
| 9 décembre 2023 16h15 CET | Ruibal 78e · Ayoze 83e     | Rapport | 90+6e Ceballos           | Stade Benito-Villamarín, Séville Spectateurs : 52 756 Diffuseur : BeIN Sports 2 Arbitrage : César Soto Grado | Stade Benito-Villamarín, Séville Spectateurs : 52 756 Diffuseur : BeIN Sports 2 Arbitrage : César Soto Grado |

| 17e journée                | Real Madrid                                                                         | 4 - 1   | Villarreal CF                            | | |
| 17 décembre 2023 21h00 CET | (Modrić ) Bellingham 25e · (Lucas ) Rodrygo 37e · (García ) Brahim 64e · Modrić 68e | (2 - 0) | 54e J. Morales                           | Stade Santiago-Bernabéu, Madrid Spectateurs : 70 600 Diffuseur : BeIN Sports 2 Arbitrage : Jorge Figueroa Vázquez | Stade Santiago-Bernabéu, Madrid Spectateurs : 70 600 Diffuseur : BeIN Sports 2 Arbitrage : Jorge Figueroa Vázquez |
| 17 décembre 2023 21h00 CET | Bellingham 67e · Tchouaméni 84e                                                     | Rapport | 67e Altimira · 74e Akhomach · 85e Capoue | Stade Santiago-Bernabéu, Madrid Spectateurs : 70 600 Diffuseur : BeIN Sports 2 Arbitrage : Jorge Figueroa Vázquez | Stade Santiago-Bernabéu, Madrid Spectateurs : 70 600 Diffuseur : BeIN Sports 2 Arbitrage : Jorge Figueroa Vázquez |

| 18e journée                | Deportivo Alavés                              | 0 - 1   | Real Madrid                                | | |
| 21 décembre 2023 21h30 CET |                                               | (0 - 0) | 90+2e Lucas ( Kroos)                       | Stade de Mendizorrotza, Vitoria-Gasteiz Spectateurs : 19 275 Diffuseur : BeIN Sports 1 Arbitrage : Isidro Díaz de Mera Escuderos | Stade de Mendizorrotza, Vitoria-Gasteiz Spectateurs : 19 275 Diffuseur : BeIN Sports 1 Arbitrage : Isidro Díaz de Mera Escuderos |
| 21 décembre 2023 21h30 CET | R. Duarte 45e · Javi López 83e · Tenaglia 90e | Rapport | 39e Ancelotti · 54e Nacho · 84e Bellingham | Stade de Mendizorrotza, Vitoria-Gasteiz Spectateurs : 19 275 Diffuseur : BeIN Sports 1 Arbitrage : Isidro Díaz de Mera Escuderos | Stade de Mendizorrotza, Vitoria-Gasteiz Spectateurs : 19 275 Diffuseur : BeIN Sports 1 Arbitrage : Isidro Díaz de Mera Escuderos |

| 19e journée              | Real Madrid               | 1 - 0   | RCD Majorque                                  | | |
| 3 janvier 2024 19h15 CET | (Modrić ) Rüdiger 78e     | (0 - 0) |                                               | Stade Santiago-Bernabéu, Madrid Spectateurs : 72 394 Diffuseur : BeIN Sports 1 Arbitrage : Alejandro Muñiz Ruiz | Stade Santiago-Bernabéu, Madrid Spectateurs : 72 394 Diffuseur : BeIN Sports 1 Arbitrage : Alejandro Muñiz Ruiz |
| 3 janvier 2024 19h15 CET | Rodrygo 35e · Lunin 45+3e | Rapport | 1e Van der Heyden · 61e Nastasić · 70e Maffeo | Stade Santiago-Bernabéu, Madrid Spectateurs : 72 394 Diffuseur : BeIN Sports 1 Arbitrage : Alejandro Muñiz Ruiz | Stade Santiago-Bernabéu, Madrid Spectateurs : 72 394 Diffuseur : BeIN Sports 1 Arbitrage : Alejandro Muñiz Ruiz |

| 21e journée               | Real Madrid                                                                       | 3 - 2   | UD Almería                                                                           | | |
| 21 janvier 2024 16h15 CET | Bellingham 57e (pen.) · (Tchouaméni ) Vinícius 67e · (Bellingham ) Carvajal 90+9e | (0 - 2) | 1re Ramazani ( Robertone) · 43e Edgar                                                | Stade Santiago-Bernabéu, Madrid Spectateurs : 72 044 Diffuseur : BeIN Sports 3 Arbitrage : Francisco José Hernández Maeso | Stade Santiago-Bernabéu, Madrid Spectateurs : 72 044 Diffuseur : BeIN Sports 3 Arbitrage : Francisco José Hernández Maeso |
| 21 janvier 2024 16h15 CET | Camavinga 90+8e · Carvajal 90+10e · Bellingham 90+11e                             | Rapport | 52e Ramazani · 64e Lopy · 68e, 90+7e Garitano · 74e Pozo · 84e Edgar · 90+11e Suárez | Stade Santiago-Bernabéu, Madrid Spectateurs : 72 044 Diffuseur : BeIN Sports 3 Arbitrage : Francisco José Hernández Maeso | Stade Santiago-Bernabéu, Madrid Spectateurs : 72 044 Diffuseur : BeIN Sports 3 Arbitrage : Francisco José Hernández Maeso |

| 22e journée               | UD Las Palmas                             | 1 - 2   | Real Madrid                                         | | |
| 27 janvier 2024 16h15 CET | (Ramírez ) Muñoz 53e                      | (0 - 0) | 65e Vinícius ( Camavinga) · 84e Tchouaméni ( Kroos) | Gran Canaria, Las Palmas Spectateurs : 32 037 Diffuseur : beIN Sports Max 5 Arbitrage : César Soto Grado | Gran Canaria, Las Palmas Spectateurs : 32 037 Diffuseur : beIN Sports Max 5 Arbitrage : César Soto Grado |
| 27 janvier 2024 16h15 CET | Rodríguez 55e · Muñoz 82e · Perrone 90+5e | Rapport | 5e Rodrygo · 90+7e Mendy · 90+9e Tchouaméni         | Gran Canaria, Las Palmas Spectateurs : 32 037 Diffuseur : beIN Sports Max 5 Arbitrage : César Soto Grado | Gran Canaria, Las Palmas Spectateurs : 32 037 Diffuseur : beIN Sports Max 5 Arbitrage : César Soto Grado |

| 20e journée                | Getafe CF | 0 - 2   | Real Madrid                                  | | |
| 1er février 2024 21h00 CET |           | (0 - 1) | 14e Joselu ( Lucas) · 56e Joselu ( Vinícius) | Coliseum Alfonso Pérez, Getafe Spectateurs : 15 264 Diffuseur : BeIN Sports 1 Arbitrage : De Burgos Bengoetxea | Coliseum Alfonso Pérez, Getafe Spectateurs : 15 264 Diffuseur : BeIN Sports 1 Arbitrage : De Burgos Bengoetxea |
| 1er février 2024 21h00 CET | Djené 26e | Rapport | 30e Mendy                                    | Coliseum Alfonso Pérez, Getafe Spectateurs : 15 264 Diffuseur : BeIN Sports 1 Arbitrage : De Burgos Bengoetxea | Coliseum Alfonso Pérez, Getafe Spectateurs : 15 264 Diffuseur : BeIN Sports 1 Arbitrage : De Burgos Bengoetxea |

| 23e journée              | Real Madrid | 1 - 1   | Atlético Madrid                                      | | |
| 4 février 2024 21h00 CET | Brahim 20e  | (1 - 0) | 90+3e Llorente ( Depay)                              | Stade Santiago-Bernabéu, Madrid Spectateurs : 76 732 Diffuseur : BeIN Sports 1 Arbitrage : José María Sánchez Martínez | Stade Santiago-Bernabéu, Madrid Spectateurs : 76 732 Diffuseur : BeIN Sports 1 Arbitrage : José María Sánchez Martínez |
| 4 février 2024 21h00 CET |             | Rapport | 37e Ñíguez · 38e Hermoso · 85e Barrios · 90+5e Depay | Stade Santiago-Bernabéu, Madrid Spectateurs : 76 732 Diffuseur : BeIN Sports 1 Arbitrage : José María Sánchez Martínez | Stade Santiago-Bernabéu, Madrid Spectateurs : 76 732 Diffuseur : BeIN Sports 1 Arbitrage : José María Sánchez Martínez |

| 24e journée               | Real Madrid                                                                        | 4 - 0   | Girona FC              | | |
| 10 février 2024 18h30 CET | (Valverde ) Vinícius 6e · (Vinícius ) Bellingham 35e 54e · (Vinícius ) Rodrygo 61e | (2 - 0) |                        | Stade Santiago-Bernabéu, Madrid Spectateurs : 76 585 Diffuseur : BeIN Sports 2 Arbitrage : Juan Martínez Munuera | Stade Santiago-Bernabéu, Madrid Spectateurs : 76 585 Diffuseur : BeIN Sports 2 Arbitrage : Juan Martínez Munuera |
| 10 février 2024 18h30 CET | Mendy 76e                                                                          | Rapport | 21e Juanpe · 68e Couto | Stade Santiago-Bernabéu, Madrid Spectateurs : 76 585 Diffuseur : BeIN Sports 2 Arbitrage : Juan Martínez Munuera | Stade Santiago-Bernabéu, Madrid Spectateurs : 76 585 Diffuseur : BeIN Sports 2 Arbitrage : Juan Martínez Munuera |

| 25e journée               | Rayo Vallecano                                                                | 1 - 1   | Real Madrid                           | | |
| 18 février 2024 14h00 CET | Raúl de Tomás 27e (pen.)                                                      | (1 - 1) | 3e Joselu ( Valverde)                 | Stade de Vallecas, Madrid Spectateurs : 14 354 Diffuseur : BeIN Sports 1 Arbitrage : Alejandro Muñiz Ruiz | Stade de Vallecas, Madrid Spectateurs : 14 354 Diffuseur : BeIN Sports 1 Arbitrage : Alejandro Muñiz Ruiz |
| 18 février 2024 14h00 CET | Isi Palazón 45+1e · Iván Balliu 45+4e · Raúl de Tomás 81e · Álvaro García 82e | Rapport | 61e Camavinga · 90+3e, 90+5e Carvajal | Stade de Vallecas, Madrid Spectateurs : 14 354 Diffuseur : BeIN Sports 1 Arbitrage : Alejandro Muñiz Ruiz | Stade de Vallecas, Madrid Spectateurs : 14 354 Diffuseur : BeIN Sports 1 Arbitrage : Alejandro Muñiz Ruiz |

| 26e journée               | Real Madrid               | 1 - 0   | Séville FC                              | | |
| 25 février 2024 21h00 CET | Modrić 81e                | (0 - 0) |                                         | Stade Santiago-Bernabéu, Madrid Spectateurs : 74 969 Diffuseur : BeIN Sports 1 Arbitrage : Isidro Díaz de Mera Escuderos | Stade Santiago-Bernabéu, Madrid Spectateurs : 74 969 Diffuseur : BeIN Sports 1 Arbitrage : Isidro Díaz de Mera Escuderos |
| 25 février 2024 21h00 CET | Ancelotti 13e · Kroos 35e | Rapport | 70e Ocampos · 90+1e Nianzou · 90+8e Sow | Stade Santiago-Bernabéu, Madrid Spectateurs : 74 969 Diffuseur : BeIN Sports 1 Arbitrage : Isidro Díaz de Mera Escuderos | Stade Santiago-Bernabéu, Madrid Spectateurs : 74 969 Diffuseur : BeIN Sports 1 Arbitrage : Isidro Díaz de Mera Escuderos |

| 27e journée           | Valence CF                               | 2 - 2   | Real Madrid                                                   | | |
| 2 mars 2024 21h00 CET | (Pérez ) Hugo Duro 27e · Iaremtchouk 30e | (2 - 1) | 45+5e Vinícius ( Rodrygo) · 76e Vinícius ( Brahim)            | Stade de Mestalla, Valence Spectateurs : 47 427 Diffuseur : BeIN Sports 1 Arbitrage : Jesús Gil Manzano | Stade de Mestalla, Valence Spectateurs : 47 427 Diffuseur : BeIN Sports 1 Arbitrage : Jesús Gil Manzano |
| 2 mars 2024 21h00 CET | Iaremtchouk 4e · Diakhaby 83e            | Rapport | 72e Vinícius · 80e Valverde · 90+9e Joselu · 90+9e Bellingham | Stade de Mestalla, Valence Spectateurs : 47 427 Diffuseur : BeIN Sports 1 Arbitrage : Jesús Gil Manzano | Stade de Mestalla, Valence Spectateurs : 47 427 Diffuseur : BeIN Sports 1 Arbitrage : Jesús Gil Manzano |

| 28e journée            | Real Madrid                                                                     | 4 - 0   | Celta Vigo                                     | | |
| 10 mars 2024 18h30 CET | Vinícius 21e · Guaita 79e (csc) · Domínguez 88e (csc) · (Ceballos ) Güler 90+4e | (1 - 0) |                                                | Stade Santiago-Bernabéu, Madrid Spectateurs : 73 644 Diffuseur : BeIN Sports 1 Arbitrage : Mario Melero López | Stade Santiago-Bernabéu, Madrid Spectateurs : 73 644 Diffuseur : BeIN Sports 1 Arbitrage : Mario Melero López |
| 10 mars 2024 18h30 CET | Camavinga 45+1e · Vinícius 55e                                                  | Rapport | 25e De la Torre · 55e Mingueza · 82e Manquillo | Stade Santiago-Bernabéu, Madrid Spectateurs : 73 644 Diffuseur : BeIN Sports 1 Arbitrage : Mario Melero López | Stade Santiago-Bernabéu, Madrid Spectateurs : 73 644 Diffuseur : BeIN Sports 1 Arbitrage : Mario Melero López |

| 29e journée            | CA Osasuna                                    | 2 - 4   | Real Madrid                                                                                | | |
| 16 mars 2024 16h15 CET | (Herrando ) Budimir 7e · (Areso ) Muñoz 90+1e | (1 - 2) | 4e Vinícius · 18e Carvajal ( Valverde) · 61e Brahim ( Valverde) · 64e Vinícius ( Valverde) | Stade El Sadar, Pampelune Spectateurs : 22 430 Diffuseur : BeIN Sports 2 Arbitrage : Juan Martínez Munuera | Stade El Sadar, Pampelune Spectateurs : 22 430 Diffuseur : BeIN Sports 2 Arbitrage : Juan Martínez Munuera |
| 16 mars 2024 16h15 CET | Herrando 31e · Torró 55e · Unai García 55e    | Rapport | 44e Vinícius · 53e Camavinga                                                               | Stade El Sadar, Pampelune Spectateurs : 22 430 Diffuseur : BeIN Sports 2 Arbitrage : Juan Martínez Munuera | Stade El Sadar, Pampelune Spectateurs : 22 430 Diffuseur : BeIN Sports 2 Arbitrage : Juan Martínez Munuera |

| 30e journée            | Real Madrid                                      | 2 - 0   | Athletic Bilbao       | | |
| 31 mars 2024 21h00 CET | (Brahim ) Rodrygo 8e · (Bellingham ) Rodrygo 73e | (1 - 0) |                       | Stade Santiago-Bernabéu, Madrid Spectateurs : 72 991 Diffuseur : BeIN Sports 1 Arbitrage : Javier Alberola Rojas | Stade Santiago-Bernabéu, Madrid Spectateurs : 72 991 Diffuseur : BeIN Sports 1 Arbitrage : Javier Alberola Rojas |
| 31 mars 2024 21h00 CET | Tchouaméni 57e · Nacho 71e                       | Rapport | 87e Ruiz de Galarreta | Stade Santiago-Bernabéu, Madrid Spectateurs : 72 991 Diffuseur : BeIN Sports 1 Arbitrage : Javier Alberola Rojas | Stade Santiago-Bernabéu, Madrid Spectateurs : 72 991 Diffuseur : BeIN Sports 1 Arbitrage : Javier Alberola Rojas |

| 31e journée             | RCD Majorque            | 0 - 1   | Real Madrid    | | |
| 13 avril 2024 18h30 CET |                         | (0 - 0) | 48e Tchouaméni | Stade de Son Moix, Palma Spectateurs : 23 244 Diffuseur : BeIN Sports 2 Arbitrage : José María Sánchez Martínez | Stade de Son Moix, Palma Spectateurs : 23 244 Diffuseur : BeIN Sports 2 Arbitrage : José María Sánchez Martínez |
| 13 avril 2024 18h30 CET | Raíllo 16e · Muriqi 83e | Rapport | 85e Lunin      | Stade de Son Moix, Palma Spectateurs : 23 244 Diffuseur : BeIN Sports 2 Arbitrage : José María Sánchez Martínez | Stade de Son Moix, Palma Spectateurs : 23 244 Diffuseur : BeIN Sports 2 Arbitrage : José María Sánchez Martínez |

| 32e journée             | Real Madrid                                                             | 3 - 2   | FC Barcelone                           | | |
| 21 avril 2024 21h00 CET | Vinícius 18e (pen.) · (Vinícius ) Lucas 73e · (Lucas ) Bellingham 90+1e | (1 - 1) | 6e Christensen ( Raphinha) · López 69e | Stade Santiago-Bernabéu, Madrid Spectateurs : 77 981 Diffuseur : BeIN Sports 1 Arbitrage : César Soto Grado | Stade Santiago-Bernabéu, Madrid Spectateurs : 77 981 Diffuseur : BeIN Sports 1 Arbitrage : César Soto Grado |
| 21 avril 2024 21h00 CET | Camavinga 33e · Vinícius 75e · Modrić 83e                               | Rapport | 75e Koundé · 90e Cubarsí               | Stade Santiago-Bernabéu, Madrid Spectateurs : 77 981 Diffuseur : BeIN Sports 1 Arbitrage : César Soto Grado | Stade Santiago-Bernabéu, Madrid Spectateurs : 77 981 Diffuseur : BeIN Sports 1 Arbitrage : César Soto Grado |

| 33e journée             | Real Sociedad                              | 0 - 1   | Real Madrid                                         | | |
| 26 avril 2024 21h00 CET |                                            | (0 - 1) | 29e Güler ( Carvajal)                               | Reale Arena, Saint-Sébastien Spectateurs : 37 109 Diffuseur : BeIN Sports 1 Arbitrage : José Luis Munuera Montero | Reale Arena, Saint-Sébastien Spectateurs : 37 109 Diffuseur : BeIN Sports 1 Arbitrage : José Luis Munuera Montero |
| 26 avril 2024 21h00 CET | Le Normand 40e · Zubeldia 70e · Merino 87e | Rapport | 15e Güler · 56e García · 83e Tchouaméni · 88e Nacho | Reale Arena, Saint-Sébastien Spectateurs : 37 109 Diffuseur : BeIN Sports 1 Arbitrage : José Luis Munuera Montero | Reale Arena, Saint-Sébastien Spectateurs : 37 109 Diffuseur : BeIN Sports 1 Arbitrage : José Luis Munuera Montero |

| 34e journée          | Real Madrid                                                             | 3 - 0   | Cádiz CF   | | |
| 4 mai 2024 16h15 CET | (Modrić ) Brahim 51e · (Brahim ) Bellingham 68e · (Nacho ) Joselu 90+3e | (0 - 0) |            | Stade Santiago-Bernabéu, Madrid Spectateurs : 72 654 Diffuseur : BeIN Sports 4 Arbitrage : Javier Iglesias Villanueva | Stade Santiago-Bernabéu, Madrid Spectateurs : 72 654 Diffuseur : BeIN Sports 4 Arbitrage : Javier Iglesias Villanueva |
| 4 mai 2024 16h15 CET |                                                                         | Rapport | 38e Zaldúa | Stade Santiago-Bernabéu, Madrid Spectateurs : 72 654 Diffuseur : BeIN Sports 4 Arbitrage : Javier Iglesias Villanueva | Stade Santiago-Bernabéu, Madrid Spectateurs : 72 654 Diffuseur : BeIN Sports 4 Arbitrage : Javier Iglesias Villanueva |

| 35e journée           | Grenade CF            | 0 - 4   | Real Madrid                                                                                  | | |
| 11 mai 2024 18h30 CET |                       | (0 - 2) | 38e García ( Brahim) · 45+2e Güler ( García) · 49e Brahim ( Ceballos) · 58e Brahim ( Modrić) | Nuevo Los Cármenes, Grenade Spectateurs : 20 058 Diffuseur : BeIN Sports 2 Arbitrage : Pablo González Fuertes | Nuevo Los Cármenes, Grenade Spectateurs : 20 058 Diffuseur : BeIN Sports 2 Arbitrage : Pablo González Fuertes |
| 11 mai 2024 18h30 CET | Boyé 25e · Gumbau 45e | Rapport |                                                                                              | Nuevo Los Cármenes, Grenade Spectateurs : 20 058 Diffuseur : BeIN Sports 2 Arbitrage : Pablo González Fuertes | Nuevo Los Cármenes, Grenade Spectateurs : 20 058 Diffuseur : BeIN Sports 2 Arbitrage : Pablo González Fuertes |

| 36e journée           | Real Madrid | 5 - 0   | Deportivo Alavés | | |
| 14 mai 2024 21h30 CET | (Kroos ) Bellingham 10e · (Camavinga ) Vinícius 27e · (Bellingham ) Valverde 45+1e · (Bellingham ) Vinícius 70e · Güler 81e | (3 - 0) |                  | Stade Santiago-Bernabéu, Madrid Spectateurs : 68 954 Diffuseur : BeIN Sports 2 Arbitrage : Mateo Busquets Ferrer | Stade Santiago-Bernabéu, Madrid Spectateurs : 68 954 Diffuseur : BeIN Sports 2 Arbitrage : Mateo Busquets Ferrer |
| 14 mai 2024 21h30 CET | Vinícius 52e | Rapport | 50e Duarte       | Stade Santiago-Bernabéu, Madrid Spectateurs : 68 954 Diffuseur : BeIN Sports 2 Arbitrage : Mateo Busquets Ferrer | Stade Santiago-Bernabéu, Madrid Spectateurs : 68 954 Diffuseur : BeIN Sports 2 Arbitrage : Mateo Busquets Ferrer |

| 37e journée           | Villarreal CF                                                                         | 4 - 4   | Real Madrid                                                                            | | |
| 19 mai 2024 19h00 CET | (Mosquera ) Sørloth 39e · (Moreno ) Sørloth 48e · Sørloth 52e · (Moreno ) Sørloth 56e | (1 - 4) | 14e Güler ( Brahim) · 30e Joselu ( Lucas) · 40e Lucas ( Brahim) · 45+2e Güler ( Lucas) | Stade de la Cerámica, Vila-real Spectateurs : 21 671 Diffuseur : BeIN Sports 3 Arbitrage : Alejandro José Hernández | Stade de la Cerámica, Vila-real Spectateurs : 21 671 Diffuseur : BeIN Sports 3 Arbitrage : Alejandro José Hernández |
| 19 mai 2024 19h00 CET | Moreno 45+5e · Traoré 84e · Marcelino 90+1e                                           | Rapport | 66e Camavinga · 86e Ceballos                                                           | Stade de la Cerámica, Vila-real Spectateurs : 21 671 Diffuseur : BeIN Sports 3 Arbitrage : Alejandro José Hernández | Stade de la Cerámica, Vila-real Spectateurs : 21 671 Diffuseur : BeIN Sports 3 Arbitrage : Alejandro José Hernández |

| 38e journée           | Real Madrid             | 0 - 0   | Betis Séville | | |
| 25 mai 2024 21h00 CET |                         | (0 - 0) |               | Stade Santiago-Bernabéu, Madrid Spectateurs : 73 614 Diffuseur : BeIN Sports 2 Arbitrage : Isidro Díaz de Mera Escuderos | Stade Santiago-Bernabéu, Madrid Spectateurs : 73 614 Diffuseur : BeIN Sports 2 Arbitrage : Isidro Díaz de Mera Escuderos |
| 25 mai 2024 21h00 CET | Nacho 5e · Carvajal 72e | Rapport | 84e Sokrátis  | Stade Santiago-Bernabéu, Madrid Spectateurs : 73 614 Diffuseur : BeIN Sports 2 Arbitrage : Isidro Díaz de Mera Escuderos | Stade Santiago-Bernabéu, Madrid Spectateurs : 73 614 Diffuseur : BeIN Sports 2 Arbitrage : Isidro Díaz de Mera Escuderos |

#### Évolution du classement par journée
| Journée     | 1 | 2 | 3  | 4  | 5  | 6  | 7  | 8  | 9  | 10 | 11 | 12 | 13 | 14 | 15 | 16 | 17 | 18 | 19 | 20 | 21 | 22 | 23 | 24 | 25 | 26 | 27 | 28 | 29 | 30 | 31 | 32  | 33  | 34  | 35  | 36  | 37  | 38  | Journées en tête | Journées relégable |
| ----------- | - | - | -- | -- | -- | -- | -- | -- | -- | -- | -- | -- | -- | -- | -- | -- | -- | -- | -- | -- | -- | -- | -- | -- | -- | -- | -- | -- | -- | -- | -- | --- | --- | --- | --- | --- | --- | --- | ---------------- | ------------------ |
| Rang        | 2 | 1 | 1  | 1  | 1  | 3  | 2  | 1  | 1  | 2  | 2  | 2  | 2  | 1  | 1  | 2  | 2  | 1  | 1  | 1  | 1  | 1  | 1  | 1  | 1  | 1  | 1  | 1  | 1  | 1  | 1  | 1   | 1   | 1   | 1   | 1   | 1   | 1   | 29               | 0                  |
| Résultat    | V | V | V  | V  | V  | D  | V  | V  | V  | N  | V  | N  | V  | V  | V  | N  | V  | V  | V  | V  | V  | V  | N  | V  | N  | V  | N  | V  | V  | V  | V  | V   | V   | V   | V   | V   | N   | N   | —                | —                  |
| Écart (pts) | 0 | 0 | 2+ | 2+ | 2+ | 1- | 1- | 1+ | 2+ | 0  | 0  | 2- | 2- | 0  | 0  | 2- | 2- | 0  | 0  | 2+ | 2+ | 2+ | 2+ | 5+ | 6+ | 6+ | 7+ | 7+ | 8+ | 8+ | 8+ | 11+ | 11+ | 13+ | 14+ | 14+ | 12+ | 10+ | —                | —                  |

Le 4 mai 2024 le Real Madrid remporte le championnat d'Espagne après avoir battu Cádiz CF 3-0 à la 34e journée.
| Championnat d'Espagne Champion 2023-2024 |
| ---------------------------------------- |
| Real Madrid 36e Titre                    |

### Ligue des champions

#### Phase de groupes
Le tirage au sort de la phase de groupes a eu lieu le 31 août 2023 à Monaco.
Le Real Madrid a été placé dans le groupe C en compagnie de SSC Naples, de SC Braga et de l'Union Berlin.
Légende des classements
- Qualifié pour les huitièmes de finale
- Repêché pour les barrages de la phase à élimination directe de la Ligue Europa

Légende des résultats
- Victoire à domicile
- Match nul
- Victoire à l'extérieur

| Rang | Équipe       | Pts | J | G | N | P | Bp | Bc | Diff |  | Résultats (▼ dom., ► ext.) |     |     |     |     |
| ---- | ------------ | --- | - | - | - | - | -- | -- | ---- |  | -------------------------- | --- | --- | --- | --- |
| 1    | Real Madrid  | 18  | 6 | 6 | 0 | 0 | 16 | 7  | +9   |  | Real Madrid                |     | 4-2 | 3-0 | 1-0 |
| 2    | SSC Naples   | 10  | 6 | 3 | 1 | 2 | 10 | 9  | +1   |  | SSC Naples                 | 2-3 |     | 2-0 | 1-1 |
| 3    | SC Braga     | 4   | 6 | 1 | 1 | 4 | 6  | 12 | -6   |  | SC Braga                   | 1-2 | 1-2 |     | 1-1 |
| 4    | Union Berlin | 2   | 6 | 0 | 2 | 4 | 6  | 10 | -4   |  | Union Berlin               | 2-3 | 0-1 | 2-3 |     |

| 1re journée                  | Real Madrid      | 1 - 0   | Union Berlin | | |
| 20 septembre 2023 18h45 CEST | Bellingham 90+4e | (0 - 0) |              | Stade Santiago-Bernabéu, Madrid Spectateurs : 65 207 Diffuseur : BeIN Sports 1 Arbitrage : Espen Eskås Arbitre vidéo : Massimiliano Irrati | Stade Santiago-Bernabéu, Madrid Spectateurs : 65 207 Diffuseur : BeIN Sports 1 Arbitrage : Espen Eskås Arbitre vidéo : Massimiliano Irrati |
| 20 septembre 2023 18h45 CEST | Tchouaméni 37e   | Rapport | 1e Tousart   | Stade Santiago-Bernabéu, Madrid Spectateurs : 65 207 Diffuseur : BeIN Sports 1 Arbitrage : Espen Eskås Arbitre vidéo : Massimiliano Irrati | Stade Santiago-Bernabéu, Madrid Spectateurs : 65 207 Diffuseur : BeIN Sports 1 Arbitrage : Espen Eskås Arbitre vidéo : Massimiliano Irrati |

| 2e journée                | SSC Naples                          | 2 - 3   | Real Madrid                                                               | | |
| 3 octobre 2023 21h00 CEST | Østigård 19e · Zielinski 54e (pen.) | (1 - 2) | 27e Vinícius ( Bellingham) · 34e Bellingham · 78e (csc) Meret ( Valverde) | Stade Diego Armando Maradona, Naples Spectateurs : 51 649 Diffuseur : BeIN Sports 1 Arbitrage : Clément Turpin Arbitre vidéo : Jérôme Brisard | Stade Diego Armando Maradona, Naples Spectateurs : 51 649 Diffuseur : BeIN Sports 1 Arbitrage : Clément Turpin Arbitre vidéo : Jérôme Brisard |
| 3 octobre 2023 21h00 CEST | Natan 45e                           | Rapport | 29e Camavinga · 70e Bellingham · 89e Kepa                                 | Stade Diego Armando Maradona, Naples Spectateurs : 51 649 Diffuseur : BeIN Sports 1 Arbitrage : Clément Turpin Arbitre vidéo : Jérôme Brisard | Stade Diego Armando Maradona, Naples Spectateurs : 51 649 Diffuseur : BeIN Sports 1 Arbitrage : Clément Turpin Arbitre vidéo : Jérôme Brisard |

| 3e journée                 | SC Braga           | 1 - 2   | Real Madrid                              | | |
| 24 octobre 2023 21h00 CEST | (Banza ) Djaló 63e | (0 - 1) | 16e Rodrygo · 61e Bellingham ( Vinícius) | Stade municipal de Braga, Braga Spectateurs : 29 820 Diffuseur : BeIN Sports 3 Arbitrage : Michael Oliver Arbitre vidéo : Stuart Attwell | Stade municipal de Braga, Braga Spectateurs : 29 820 Diffuseur : BeIN Sports 3 Arbitrage : Michael Oliver Arbitre vidéo : Stuart Attwell |
| 24 octobre 2023 21h00 CEST |                    | Rapport | 72e Camavinga · 90+3e Nacho              | Stade municipal de Braga, Braga Spectateurs : 29 820 Diffuseur : BeIN Sports 3 Arbitrage : Michael Oliver Arbitre vidéo : Stuart Attwell | Stade municipal de Braga, Braga Spectateurs : 29 820 Diffuseur : BeIN Sports 3 Arbitrage : Michael Oliver Arbitre vidéo : Stuart Attwell |

| 4e journée                | Real Madrid                                                             | 3 - 0   | SC Braga | | |
| 8 novembre 2023 21h00 CET | (Rodrygo ) Brahim 27e · (Lucas ) Vinícius 58e · (Vinícius ) Rodrygo 61e | (1 - 0) |          | Stade Santiago-Bernabéu, Madrid Spectateurs : 68 509 Diffuseur : BeIN Sports 1 Arbitrage : Halil Umut Meler Arbitre vidéo : Massimiliano Irrati | Stade Santiago-Bernabéu, Madrid Spectateurs : 68 509 Diffuseur : BeIN Sports 1 Arbitrage : Halil Umut Meler Arbitre vidéo : Massimiliano Irrati |
| 8 novembre 2023 21h00 CET | Lucas 4e                                                                | Rapport |          | Stade Santiago-Bernabéu, Madrid Spectateurs : 68 509 Diffuseur : BeIN Sports 1 Arbitrage : Halil Umut Meler Arbitre vidéo : Massimiliano Irrati | Stade Santiago-Bernabéu, Madrid Spectateurs : 68 509 Diffuseur : BeIN Sports 1 Arbitrage : Halil Umut Meler Arbitre vidéo : Massimiliano Irrati |

| 5e journée                 | Real Madrid                                                                                 | 4 - 2   | SSC Naples                                    | | |
| 29 novembre 2023 21h00 CET | (Brahim ) Rodrygo 11e · (Alaba ) Bellingham 22e · Nico Paz 84e · (Bellingham ) Joselu 90+4e | (2 - 1) | 9e Simeone ( Di Lorenzo) · 47e Zambo Anguissa | Stade Santiago-Bernabéu, Madrid Spectateurs : 73 562 Diffuseur : BeIN Sports 1 Arbitrage : François Letexier Arbitre vidéo : Jérôme Brisard | Stade Santiago-Bernabéu, Madrid Spectateurs : 73 562 Diffuseur : BeIN Sports 1 Arbitrage : François Letexier Arbitre vidéo : Jérôme Brisard |
| 29 novembre 2023 21h00 CET |                                                                                             | Rapport | 49e Zieliński · 90e Cajuste                   | Stade Santiago-Bernabéu, Madrid Spectateurs : 73 562 Diffuseur : BeIN Sports 1 Arbitrage : François Letexier Arbitre vidéo : Jérôme Brisard | Stade Santiago-Bernabéu, Madrid Spectateurs : 73 562 Diffuseur : BeIN Sports 1 Arbitrage : François Letexier Arbitre vidéo : Jérôme Brisard |

| 6e journée                 | Union Berlin                         | 2 - 3   | Real Madrid                                                               | | |
| 12 décembre 2023 21h00 CET | Volland 45+1e · (Laïdouni ) Král 85e | (1 - 0) | 61e Joselu ( Rodrygo) · 72e Joselu ( García) · 89e Ceballos ( Bellingham) | Stadion An der Alten Försterei, Berlin Spectateurs : 73 420 Diffuseur : BeIN Sports 3 Arbitrage : Rade Obrenovič Arbitre vidéo : Stuart Attwell | Stadion An der Alten Försterei, Berlin Spectateurs : 73 420 Diffuseur : BeIN Sports 3 Arbitrage : Rade Obrenovič Arbitre vidéo : Stuart Attwell |
| 12 décembre 2023 21h00 CET | Khedira 35e · Laïdouni 76e           | Rapport | 35e Bellingham · 55e Alaba                                                | Stadion An der Alten Försterei, Berlin Spectateurs : 73 420 Diffuseur : BeIN Sports 3 Arbitrage : Rade Obrenovič Arbitre vidéo : Stuart Attwell | Stadion An der Alten Försterei, Berlin Spectateurs : 73 420 Diffuseur : BeIN Sports 3 Arbitrage : Rade Obrenovič Arbitre vidéo : Stuart Attwell |

#### Phase finale
| Huitième de finale - Aller | RB Leipzig                                       | 0 - 1   | Real Madrid                 | | |
| 13 février 2024 21h00 CET  |                                                  | (0 - 0) | 48e Brahim                  | Red Bull Arena, Leipzig Spectateurs : 45 028 Diffuseur : RMC Sport 1 et Canal+ Foot Arbitrage : Irfan Peljto Arbitre vidéo : Pol van Boekel | Red Bull Arena, Leipzig Spectateurs : 45 028 Diffuseur : RMC Sport 1 et Canal+ Foot Arbitrage : Irfan Peljto Arbitre vidéo : Pol van Boekel |
| 13 février 2024 21h00 CET  | Rose 45e · Simakan 53e · Poulsen 77e · Šeško 85e | Rapport | 66e Carvajal · 85e Vinícius | Red Bull Arena, Leipzig Spectateurs : 45 028 Diffuseur : RMC Sport 1 et Canal+ Foot Arbitrage : Irfan Peljto Arbitre vidéo : Pol van Boekel | Red Bull Arena, Leipzig Spectateurs : 45 028 Diffuseur : RMC Sport 1 et Canal+ Foot Arbitrage : Irfan Peljto Arbitre vidéo : Pol van Boekel |

| Huitième de finale - Retour | Real Madrid                               | 1 - 1   | RB Leipzig                          | | |
| 6 mars 2024 21h00 CET       | (Bellingham ) Vinícius 65e                | (0 - 0) | 68e Orban ( Raum)                   | Stade Santiago-Bernabéu, Madrid Spectateurs : 76 126 Diffuseur : RMC Sport 1 et Canal+ Foot Arbitrage : Davide Massa Arbitre vidéo : Massimiliano Irrati | Stade Santiago-Bernabéu, Madrid Spectateurs : 76 126 Diffuseur : RMC Sport 1 et Canal+ Foot Arbitrage : Davide Massa Arbitre vidéo : Massimiliano Irrati |
| 6 mars 2024 21h00 CET       | Vinícius 54e · Tchouaméni 73e · Kroos 75e | Rapport | 20e Schlager · 50e Raum · 71e Orban | Stade Santiago-Bernabéu, Madrid Spectateurs : 76 126 Diffuseur : RMC Sport 1 et Canal+ Foot Arbitrage : Davide Massa Arbitre vidéo : Massimiliano Irrati | Stade Santiago-Bernabéu, Madrid Spectateurs : 76 126 Diffuseur : RMC Sport 1 et Canal+ Foot Arbitrage : Davide Massa Arbitre vidéo : Massimiliano Irrati |

| Quart de finale - Aller | Real Madrid                                                                            | 3 - 3   | Manchester City                                                 | | |
| 9 avril 2024 21h00 CET  | (Camavinga ) Rúben Dias 12e (csc) · (Vinícius ) Rodrygo 14e · (Vinícius ) Valverde 79e | (2 - 1) | 2e (cf.) Silva · 66e Foden ( Stones) · 71e Gvardiol ( Grealish) | Stade Santiago-Bernabéu, Madrid Spectateurs : 76 680 Diffuseur : RMC Sport 1 Arbitrage : François Letexier Arbitre vidéo : Jérôme Brisard | Stade Santiago-Bernabéu, Madrid Spectateurs : 76 680 Diffuseur : RMC Sport 1 Arbitrage : François Letexier Arbitre vidéo : Jérôme Brisard |
| 9 avril 2024 21h00 CET  | Tchouaméni 1e · Carvajal 81e                                                           | Rapport | 37e Akanji · 88e Silva                                          | Stade Santiago-Bernabéu, Madrid Spectateurs : 76 680 Diffuseur : RMC Sport 1 Arbitrage : François Letexier Arbitre vidéo : Jérôme Brisard | Stade Santiago-Bernabéu, Madrid Spectateurs : 76 680 Diffuseur : RMC Sport 1 Arbitrage : François Letexier Arbitre vidéo : Jérôme Brisard |

| Quart de finale - Retour | Manchester City                             | 1 - 1 ap 3 - 4 t. a. b. | Real Madrid                                   | | |
| 17 avril 2024 21h00 CET  | De Bruyne 76e                               | (0 - 1, 1 - 1, 1 - 1)   | 12e Rodrygo                                   | Etihad Stadium, Manchester Spectateurs : 52 306 Diffuseur : RMC Sport 1 et Canal+ Arbitrage : Daniele Orsato Arbitre vidéo : Massimiliano Irrati | Etihad Stadium, Manchester Spectateurs : 52 306 Diffuseur : RMC Sport 1 et Canal+ Arbitrage : Daniele Orsato Arbitre vidéo : Massimiliano Irrati |
| 17 avril 2024 21h00 CET  | Grealish 59e · Gvardiol 61e · Rodri 90e     | Rapport                 | 38e Carvajal · 90+4e Mendy ·                  | Etihad Stadium, Manchester Spectateurs : 52 306 Diffuseur : RMC Sport 1 et Canal+ Arbitrage : Daniele Orsato Arbitre vidéo : Massimiliano Irrati | Etihad Stadium, Manchester Spectateurs : 52 306 Diffuseur : RMC Sport 1 et Canal+ Arbitrage : Daniele Orsato Arbitre vidéo : Massimiliano Irrati |
| 17 avril 2024 21h00 CET  | Álvarez · Silva · Kovačić · Foden · Ederson | Tirs au but 3 - 4       | Modrić · Bellingham · Lucas · Nacho · Rüdiger | Etihad Stadium, Manchester Spectateurs : 52 306 Diffuseur : RMC Sport 1 et Canal+ Arbitrage : Daniele Orsato Arbitre vidéo : Massimiliano Irrati | Etihad Stadium, Manchester Spectateurs : 52 306 Diffuseur : RMC Sport 1 et Canal+ Arbitrage : Daniele Orsato Arbitre vidéo : Massimiliano Irrati |

| Demi-finale - Aller     | Bayern Munich                        | 2 - 2   | Real Madrid                                 | | |
| 30 avril 2024 21h00 CET | (Laimer ) Sané 53e · Kane 57e (pen.) | (0 - 1) | 24e Vinícius ( Kroos) · 83e (pen.) Vinícius | Allianz Arena, Munich Spectateurs : 75 000 Diffuseur : RMC Sport 1 et Canal+ Foot Arbitrage : Clément Turpin Arbitre vidéo : Jérôme Brisard | Allianz Arena, Munich Spectateurs : 75 000 Diffuseur : RMC Sport 1 et Canal+ Foot Arbitrage : Clément Turpin Arbitre vidéo : Jérôme Brisard |
| 30 avril 2024 21h00 CET | Mazraoui 43e · Kim Min-jae 82e       | Rapport | 64e Kroos · 90+1e Lucas                     | Allianz Arena, Munich Spectateurs : 75 000 Diffuseur : RMC Sport 1 et Canal+ Foot Arbitrage : Clément Turpin Arbitre vidéo : Jérôme Brisard | Allianz Arena, Munich Spectateurs : 75 000 Diffuseur : RMC Sport 1 et Canal+ Foot Arbitrage : Clément Turpin Arbitre vidéo : Jérôme Brisard |

| Demi-finale - Retour | Real Madrid                          | 2 - 1   | Bayern Munich             | | |
| 8 mai 2024 21h00 CET | Joselu 88e · (Rüdiger ) Joselu 90+1e | (0 - 0) | 68e Davies ( Kane)        | Stade Santiago-Bernabéu, Madrid Spectateurs : 76 579 Diffuseur : RMC Sport 1 et Canal+ Foot Arbitrage : Szymon Marciniak Arbitre vidéo : Tomasz Kwiatkowski | Stade Santiago-Bernabéu, Madrid Spectateurs : 76 579 Diffuseur : RMC Sport 1 et Canal+ Foot Arbitrage : Szymon Marciniak Arbitre vidéo : Tomasz Kwiatkowski |
| 8 mai 2024 21h00 CET | Camavinga 90+11e                     | Rapport | 90+7e Tuchel · 90+13e Lőw | Stade Santiago-Bernabéu, Madrid Spectateurs : 76 579 Diffuseur : RMC Sport 1 et Canal+ Foot Arbitrage : Szymon Marciniak Arbitre vidéo : Tomasz Kwiatkowski | Stade Santiago-Bernabéu, Madrid Spectateurs : 76 579 Diffuseur : RMC Sport 1 et Canal+ Foot Arbitrage : Szymon Marciniak Arbitre vidéo : Tomasz Kwiatkowski |

| Finale                  | Borussia Dortmund                              | 0 - 2   | Real Madrid                                        | | |
| 1er juin 2024 21h00 CET |                                                | (0 - 0) | Carvajal 74e ( Kroos) · Vinícius 83e ( Bellingham) | Stade de Wembley, Londres Spectateurs : 86 212 Diffuseur : TF1 et Canal+ Arbitrage : Slavko Vinčić Arbitre vidéo : Nejc Kajtazović | Stade de Wembley, Londres Spectateurs : 86 212 Diffuseur : TF1 et Canal+ Arbitrage : Slavko Vinčić Arbitre vidéo : Nejc Kajtazović |
| 1er juin 2024 21h00 CET | Schlotterbeck 40e · Sabitzer 43e · Hummels 79e | Rapport | 35e Vinicius Jr                                    | Stade de Wembley, Londres Spectateurs : 86 212 Diffuseur : TF1 et Canal+ Arbitrage : Slavko Vinčić Arbitre vidéo : Nejc Kajtazović | Stade de Wembley, Londres Spectateurs : 86 212 Diffuseur : TF1 et Canal+ Arbitrage : Slavko Vinčić Arbitre vidéo : Nejc Kajtazović |

Le 1er juin 2024 le Real Madrid remporte sa 15e Ligue des champions face au Borussia Dortmund en finale.
| Ligue des champions Vainqueur 2023-2024 |
| --------------------------------------- |
| Real Madrid 15e Titre                   |

## Statistiques

### Statistiques collectives
| Compétition         | Débute au tour   | Termine        | Matches joués | Victoires | Nuls | Défaites | Buts pour | Buts contre | Différence |
| ------------------- | ---------------- | -------------- | ------------- | --------- | ---- | -------- | --------- | ----------- | ---------- |
| La Liga             | 1ère journée     | Champion       | 38            | 29        | 8    | 1        | 87        | 26          | +61        |
| Copa Del Rey        | 16ème de finale  | 8ème de finale | 2             | 1         | 0    | 1        | 5         | 5           | 0          |
| Ligue des champions | Phase de groupes | Champion       | 13            | 10        | 3    | 0        | 28        | 15          | +13        |
| Supercopa de España | Demi-finale      | Champion       | 2             | 2         | 0    | 0        | 9         | 4           | +5         |
| Total               | Total            | Total          | 55            | 42        | 11   | 2        | 128       | 50          | +79        |

### Statistiques individuelles

#### Buteurs (toutes compétitions)
|                     | Buteur              | La Liga | Ligue des Champions | Copa Del Rey | Supercopa de España | Total | MJ |
| ------------------- | ------------------- | ------- | ------------------- | ------------ | ------------------- | ----- | -- |
| 1                   | Vinícius Júnior     | 15      | 6                   | 0            | 2                   | 24    | 39 |
| 2                   | Jude Bellingham     | 19      | 4                   | 0            | 0                   | 23    | 42 |
| 3                   | Joselu              | 10      | 5                   | 2            | 0                   | 17    | 49 |
| 3                   | Rodrygo             | 10      | 5                   | 1            | 1                   | 17    | 51 |
| 5                   | Brahim Díaz         | 8       | 2                   | 1            | 1                   | 12    | 44 |
| 6                   | Dani Carvajal       | 4       | 1                   | 0            | 1                   | 6     | 41 |
| 7                   | Arda Güler          | 6       | -                   | -            | -                   | 6     | 12 |
| 8                   | Lucas Vázquez       | 3       | 0                   | -            | -                   | 3     | 38 |
| 8                   | Aurélien Tchouaméni | 3       | 0                   | -            | 0                   | 3     | 38 |
| 8                   | Federico Valverde   | 2       | 1                   | 0            | 0                   | 3     | 54 |
| 11                  | Luka Modrić         | 2       | 0                   | 0            | 0                   | 2     | 46 |
| 11                  | Antonio Rüdiger     | 1       | 0                   | -            | 1                   | 2     | 48 |
| 13                  | Nico Paz            | 0       | 1                   | 0            | -                   | 1     | 8  |
| 13                  | Dani Ceballos       | 0       | 1                   | 0            | 0                   | 1     | 27 |
| 13                  | Fran García         | 1       | 0                   | 0            | -                   | 1     | 31 |
| 13                  | Ferland Mendy       | 0       | 0                   | 0            | 1                   | 1     | 37 |
| 13                  | Toni Kroos          | 1       | 0                   | 0            | 0                   | 1     | 48 |
| But contre son camp | But contre son camp | 2       | 2                   | 1            | 1                   | 6     | 55 |
| TOTAL               | TOTAL               | 87      | 28                  | 5            | 9                   | 129   | 55 |

#### Passeurs décisifs (toutes compétitions)
|       | Passeur             | La Liga | Ligue des Champions | Copa Del Rey | Supercopa de España | Total | MJ |
| ----- | ------------------- | ------- | ------------------- | ------------ | ------------------- | ----- | -- |
| 1     | Jude Bellingham     | 6       | 5                   | 1            | 1                   | 13    | 42 |
| 2     | Toni Kroos          | 8       | 2                   | 0            | 0                   | 10    | 48 |
| 3     | Vinícius Júnior     | 5       | 4                   | 0            | 0                   | 9     | 39 |
| 3     | Brahim Díaz         | 7       | 1                   | 1            | 0                   | 9     | 44 |
| 5     | Luka Modrić         | 6       | 0                   | 1            | 1                   | 8     | 46 |
| 5     | Rodrygo             | 5       | 2                   | 0            | 1                   | 8     | 51 |
| 5     | Federico Valverde   | 7       | 1                   | 0            | 0                   | 8     | 54 |
| 8     | Lucas Vázquez       | 6       | 1                   | -            | -                   | 7     | 38 |
| 9     | Fran García         | 5       | 1                   | 0            | -                   | 6     | 31 |
| 10    | Dani Carvajal       | 3       | 0                   | 0            | 1                   | 4     | 41 |
| 11    | Eduardo Camavinga   | 2       | 1                   | -            | 0                   | 3     | 46 |
| 11    | Joselu              | 2       | 0                   | 0            | 1                   | 3     | 49 |
| 13    | David Alaba         | 1       | 1                   | -            | -                   | 2     | 17 |
| 13    | Dani Ceballos       | 2       | 0                   | 0            | 0                   | 2     | 27 |
| 15    | Aurélien Tchouaméni | 1       | 0                   | -            | 0                   | 1     | 38 |
| 15    | Nacho               | 1       | 0                   | 0            | 0                   | 1     | 45 |
| 15    | Antonio Rüdiger     | 0       | 1                   | -            | 0                   | 1     | 48 |
| TOTAL | TOTAL               | 67      | 20                  | 3            | 5                   | 95    | 55 |

## Joueur du mois
Le joueur ayant le plus de nominations est nommé Joueur de la saison du Real Madrid.

Avec 3 nominations, Jude Bellingham est le Joueur de la saison du Real Madrid pour la première fois.
| Août      | Jude Bellingham | [ 24 ] |
| Septembre | Jude Bellingham | [ 25 ] |
| Octobre   | Jude Bellingham | [ 26 ] |
| Novembre  | Rodrygo         | [ 27 ] |
| Décembre  | Brahim Díaz     | [ 28 ] |
| Janvier   | Vinícius Júnior | [ 29 ] |
| Février   | Brahim Díaz     | [ 30 ] |
| Mars      | Vinícius Júnior | [ 31 ] |
| Avril     | Antonio Rüdiger | [ 32 ] |

## Récompenses et distinctions
Le 30 août 2023, Jude Bellingham reçoit le Prix EA SPORTS du Joueur du mois d'août en Liga pour la saison 2023-2024.
Le 6 septembre 2023, quatre joueurs du Real Madrid ont été nommés au Ballon d'or 2023.
Benzema, Modric, Vinícius Júnior et Bellingham font partie de la liste des 30 candidats au Ballon d'or, qui est décerné par France Football.
Thibaut Courtois  fait partie de la liste des candidats au trophée Yachine, récompensant le meilleur gardien dans le monde, ainsi que Camavinga et Bellingham nommés au trophée Kopa du meilleur jeune.
Le 30 octobre 2023, Bellingham remporte le trophée Kopa du meilleur jeune, Vinícius Júnior remporte quant à lui le Prix Sócrates.
Le 3 novembre 2023, Jude Bellingham reçoit le Prix EA SPORTS du Joueur du mois d'octobre en Liga pour la saison 2023-2024.
Le 27 mars 2024, Vinícius Júnior reçoit le Prix EA SPORTS du But du mois de février en Liga pour la saison 2023-2024.
Le 29 mars 2024, Vinícius Júnior reçoit le Prix EA SPORTS du Joueur du mois de mars en Liga pour la saison 2023-2024.
Le 22 avril 2024, Bellingham remporte le Laureus World Sports Awards, Révélation sportive mondiale de l'année.